# Kastav
Gmina Kastav (chorw. Općina Kastav) – miasto wydzielone w Chorwacji, w żupanii primorsko-gorskiej. W 2011 roku liczyła 10 440 mieszkańców.